# خالد الخاني
خالد الخاني (مواليد 17 فبراير 1975 في حماه سوريا) هو رسام سوري مقيم في باريس، أظهر موقفه المناهض للنظام بعد الثورة السورية.

## عمله
تشمل أعماله الرسم الزيتي واللوحات الجدارية، ويركز عمله على الأشخاص أفرادًا ومجموعات،  قارن البعض فنه بالحركة التعبيرية الألمانية التي بدأت قبل فترة الحرب العالمية الأولى مثل أوتو ديكس.

## روابط خارجية
- الموقع الرسمي
- معرض أوروبا [3]
- الفنان خالد الخاني يستحضر معاناة السوريين [4] (العربي)
- خالد الخاني في Kunsthalle Kiel، "البداية" [5]